# Auge-Saint-Médard
Auge-Saint-Médard korábbi község Franciaországban, Charente megyében. Lakosainak száma 281 fő (2018. január 1.). Auge-Saint-Médard Anville, Bonneville, Mons, Montigné, Verdille és Bresdon községekkel határos.
2019. január 1-jén három másik korábbi községgel egyesült és az így létrejött Val-d’Auge új község része lett.

## Népesség
A település népességének változása:
| Lakosok száma | 301  | 302  | 304  | 289  | 281  |
|               | 2013 | 2015 | 2016 | 2017 | 2018 |